# Histoire de la presse écrite aux États-Unis
L'Histoire de la presse écrite aux États-Unis a pris son essor plus tard qu'en Europe, après avoir été freinée par l'immensité des distances et la dispersion de la population. À la fin du XIXe siècle, elle s'est accélérée grâce au dynamisme des grands journaux qui ont joué la carte du télégraphe et du progrès technique, pour toucher un public de masse.

## XVIIesiècle

### Débuts à Boston
C’est le 25 septembre 1690 qu’est fondé à Boston le Publick Occurrences Both Forreign and Domestick, premier journal des États-Unis. Un mensuel d'information dont le rédacteur Benjamin Harris estime « qu’il importe de faire la guerre à l’esprit de mensonge ». « Je n’imprimerai rien dont je n’aie contrôlé l’exactitude, et si je commets quelque erreur, je la rectifierai dans le numéro suivant. », écrit-il, se heurtant immédiatement à la censure administrative britannique. Dans les vingt-quatre heures, tous les exemplaires furent saisis. Benjamin Harris fut emprisonné et quitta Boston cinq ans plus tard pour revenir à Londres et y fonder le London Post, qu’il dirige de 1699 à 1706, avant de le vendre. De 1690 à 1704, aucune tentative ne fut faite pour remplacer le Publick Occurrences. Le gouverneur anglais de la Virginie, le planteur esclavagiste William Berkeley, qui avait reçu à la Restauration anglaise un huitième des Carolines — actuel État de Caroline du Nord — et la copropriété de l'État du New Jersey, dira en 1700 : « Je remercie Dieu de ce qu’il n’y a en Virginie ni écoles libres ni imprimerie, et j’espère qu’il en sera de même pendant des siècles ».

## XVIIIesiècle

### Presse pionnière de Boston
Le 24 avril 1704, John Campbell, directeur des postes à Boston, créa la Boston News-Letter, une sorte de feuille d’avis hebdomadaire. Le premier numéro fut porté par le magistrat au président de l'université Harvard, comme une curiosité. Progressivement, la Boston News-Letter donna quelques rares nouvelles commerciales, maritimes, puis enfin politiques et reproduisit quelques extraits de la Gazette de Londres, en s’excusant auprès de ses lecteurs d’être en retard de treize mois sur les nouvelles d’Europe.
De nombreux concurrents apparaissent ensuite, parmi lesquels la Boston Gazette le 21 décembre 1719, qui est critiqué sévèrement par John Campbell : « Je plains les lecteurs de cette nouvelle feuille », écrit-il dans le numéro qui suivit la publication de son rival, « on y sent l’odeur de la bière bien plus que celle de la lampe. C’est une lecture malsaine pour le peuple. Pour moi, voici près de seize ans que je publie mon journal, et je puis dire que c’est à lui que l’on doit d’avoir si peu de fausses nouvelles en circulation ».

### Les pères de l'Indépendance américaine, souvent des journalistes
Les penseurs de la révolution américaine sont souvent des promoteurs ardents de la liberté de la presse, comme Benjamin Franklin, signataire de la Déclaration d'indépendance. En 1721, son frère James fonde un journal, le New England Courant sous le pseudonyme de Dame Silence Dogood (litt. « Silence Faitdubien »). Le personnage du rédacteur inventé par Benjamin était une vieille veuve, « sainte-nitouche », habitant à la campagne. Sous ce pseudonyme il écrit anonymement et discrètement plusieurs articles, qu'il glisse sous la porte de l'atelier de son frère chaque nuit, et qui connaissent immédiatement un grand succès. Mais James est emprisonné pour avoir critiqué les autorités. Benjamin publie alors seul le New England Courant, en contournant la censure, avant que le titre ne soit interdit, avec une citation d'un journal britannique :

« […] sans liberté de pensée, il ne peut y avoir de sagesse ; et pas de liberté du peuple sans liberté d'opinion ; celle-ci est le droit de chaque homme tant qu'il ne porte pas atteinte à la liberté d'autrui. »

Il doit quitter Boston pour New York, où il ne trouve pas d'emploi d'ouvrier imprimeur et doit aller à Philadelphie, terre des quakers pacifistes et anti-esclavagistes, qui deviendra la capitale américaine et le siège de nombreux journaux. Il y est imprimeur officiel du gouvernement, puis maître des postes, ce qui lui facilité la diffusion de ses journaux. Samuel Adams, l’un des autres Pères fondateurs des États-Unis issu de Boston, travailla pour l’Indépendant Advertiser dès 1748, avec Hugh Gaine, Philip Freneau, le poète de la révolution, James Otis, John Adams, Samuel Cooper, Joseph Warren, et Benjamin Austin.

### Avant la guerre d'Indépendance, 37 journaux visés par laStamp Tax
Un peu plus tard, le processus qui mène à la guerre d'indépendance des États-Unis est lié aux revendications en faveur de la liberté de la presse, mises en avant pour réclamer plus d'autonomie pour les colonies anglaises d'Amérique. Elles sont directement visées par le Stamp Act de 1765, qui a pour objectif de renflouer les finances du Trésor britannique après la coûteuse guerre de Sept Ans contre la France. Adoptée à l'unanimité par le Parlement le 22 mars 1765, cette taxe représente une entrée fiscale de 100 000 livres sterling de plus par an, avec pour assiette fiscale tous les documents légaux, les permis, les contrats commerciaux, les testaments, les brochures et les cartes à jouer, mais aussi les journaux. La résistance au sein des colonies fait que la loi est abrogée le 18 mars 1766, ce qui ne suffira pas à endiguer la colère, qui débouche dix ans plus tard sur la guerre d'indépendance des États-Unis.
Alors qu'en 1725, 4 journaux représentaient à eux quatre un tirage annuel de 170 000 exemplaires, pour une population de 1 million d’habitants dans l’ensemble des colonies, au début de la guerre d’indépendance en 1775, la population a plus que doublé, avec 2,8 millions d'habitants. Il y 37 journaux dont le tirage total annuel a lui été multiplié par sept, à 1,2 million d’exemplaires. En 1800, les États-Unis comptent 359 journaux, pour une population de 7,2 millions d’habitants et un tirage annuel de 22,3 millions d’exemplaires. En un quart de siècle, le nombre des journaux a décuplé, leur tirage a été multiplié par 20, tandis que la population a seulement triplé. Le Parti fédéraliste, qui veut la pleine application de la Constitution des États-Unis, crée de nombreux journaux en Nouvelle-Angleterre, comme le Rutland Herald, fondé en 1794 par le pasteur Samuel Williams dans le Vermont. Son adversaire, le Parti français à Washington, s'appuie lui sur le boom de la presse francophone en Louisiane.

### Premiers journaux à New York
La New York Gazette, dont le premier numéro est sorti le 8 novembre 1725, a été le premier journal de l'histoire de New York, publié à une époque où il n'y avait encore à Manhattan qu'une des treize colonies anglaises d'Amérique. Ses premiers numéros ne font que deux pages, mal imprimées, avec essentiellement des nouvelles de l'étranger, parfois vieilles de plusieurs mois, la liste des bateaux arrivés dans le port et quelques publicités.
La seconde publication locale dont la trace a été conservée n'est apparue que huit ans plus tard, The New-York Weekly Journal, publiée par John Peter Zenger à partir du 5 novembre 1733. Son éditeur sera emprisonné pendant les neuf mois d'un procès pour diffamation en 1735, durant lequel sa femme Anna continuera la publication, ce qui en fera la troisième femme journaliste de l'histoire américaine et la première de l'État de New York. Au cours de la période 1725-1800, Clarence Brigham a recensé 137 journaux différents dans l'État de New York, qui en comptera dès 1828 pas moins de 120, dont 20 pour la seule ville de New York.

### Arrivée des réfugiés français, après la révolution noire à Haïti
À partir de 1794, la révolution haïtienne bouleverse le paysage de la presse américaine : les journaux français se multiplièrent en Louisiane, après l'arrivée massive de réfugiés français de Saint-Domingue en Amérique, chassés par la révolte des esclaves et l'abolition de l'esclavage. La population double en quelques années, assurant un lectorat à des nouveaux journaux, souvent rédigés en français, portant parfois des noms pittoresques: La Lanterne magique (1798), La Trompette (1811), L'Ami des Lois (1809). L'un de ces réfugiés français de Saint-Domingue en Amérique, l'imprimeur français Louis Duclot, fonda le 23 avril 1794 Le Moniteur de la Louisiane, avec comme rédacteur en chef l'émigré royaliste Jean-Baptiste Lesur-Fontaine.
Lors de la cession par la France de la Louisiane aux États-Unis, le titre L'Union est fondé pour réaliser « l'entente entre les anciennes populations françaises et les Américains nouveaux venus ». D'autres journaux suivent, la Gazette de la Louisiane, dirigée par un ami du négrier Jean Lafitte, qui relate les exploits des contrebandiers, partiellement rédigé en français sous le pseudonyme « L'Hermite du Bayou » (1817), ou La Lyre louisianaise (1817), de Guillaume-Auguste Montmain.

## XIXesiècle

### « Régence d'Albany», conséquence de la guerre de 1812
Lors de la guerre de 1812, l’opinion publique américaine est divisée entre les États de l’ouest, voulant la guerre, et les fédéralistes de la Nouvelle-Angleterre, la jugeant désastreuse. La victoire américaine donne aux premiers le goût du triomphe et du pouvoir, ce qui favorise l'apparition de la « Régence d’Albany », un groupe de politiciens et hommes d'affaires basés près d’Albany, dans l'État de New York, parmi lesquels Martin Van Buren, William L. Marcy ou John A. Dix.
Ils sont soutenus par des journaux puissants et coalisés, le Washington Globe de Francis Preston Blair, Jr., l’influent et agressif Albany Argus et The Enquirer, qui en 1829 fusionne avec le New York Courier de James Watson Webb pour devenir le Courier and Enquirer, le journal américain qui a la plus forte circulation. Selon leurs détracteurs, ils exigeaient et obtenaient le renvoi de leurs adversaires et désignaient au pouvoir exécutif, dans tous les États comme à l’échelle fédérale, leurs candidats, qui étaient en général aussitôt acceptés. Au point qu'en quelques mois, les fédéralistes furent exclus de toutes les positions officielles et remplacés par les candidats proposés par les journaux du parti vainqueur.
La « Régence d’Albany » poussa le congrès des États-Unis à voter un budget de 25 millions de francs pour l’acquisition de la Floride à l’Espagne, via le traité d'Adams-Onís, du 22 février 1819. Son slogan, « L’Amérique aux Américains », mena aux étapes suivantes comme la conquête du Texas qui intéressait les spéculateurs américains : en 1827 et 1829, les présidents John Quincy Adams et Andrew Jackson tentèrent de l'acheter au Mexique, sans y parvenir, ce qui entraîna ensuite une guerre. Puis ce fut l’annexion de l’Oregon, et l’achat de l’Alaska à la Russie.
Des années 1810 à la fin des années 1830, le pouvoir de ces grands journaux, qualifiés de « machine politique dirigée par Martin Van Buren », était redouté aussi dans le domaine économique et financier. La délivrance de l’agrément bancaire dans l’État de New York a été contrôlé par cette Régence d’Albany : les agréments bancaires n’étaient délivrés qu’à ses amis de la Régence, en échange de quoi les législateurs recevaient divers pots-de-vin, comme la possibilité de souscrire au pair à l'introduction en bourse d’actions bancaires. La « Régence » perdit le contrôle de la législature de l’État en 1837, à la suite d'un changement de la législation du droit de vote de l’État en 1826, pour autoriser le suffrage masculin universel. En 1837, le parti Whig, devenu dominant, décida que l’État ne délivrerait plus d’agrément du tout : les banques étaient désormais autorisées à condition de déposer des obligations. Dès 1841, New York comptait 43 banques libres, avec un capital total de 10,7 millions de dollars. En 1849, c'était déjà 111 avec 16,8 millions de dollars de capital et 274 en 1859 pour 100,6 millions de dollars.

### Poids des presses religieuses et agricoles
Nathaniel Willis a fondé le Recorder, premier journal exclusivement consacré aux questions religieuses à Boston le 3 janvier 1816. Presque simultanément parurent le Congregationalist, puis le Watehman, organe des baptistes, qui compte alors 21 000 abonnés, le New-York Observer, qui tire à 60 000 exemplaires, le Zion Herald, journal des méthodistes, et le Christian Register, oracle des unitairiens. L’église presbytérienne est représentée par l’Evangelist, publié par une association de jeunes souhaitant favoriser les progrès de l’éducation et combattre l’institution de l’esclavage. Dès 1870, les États-Unis comptent 420 journaux exclusivement religieux qui totalisent 9 millions d’abonnés.
L'immensité des territoires à mettre en exploitation agricole, sans connaître encore précisément la fertilité des sols et les cycles météorologiques, ont incité l'Amérique rurale, la plus nombreuse, à se tourner vers une presse agricole d'autant plus recherchée que les prix des matières premières sont dans un premier temps très fluctuants et très imprévisibles. Le groupe Farm Progress, toujours actif deux siècles après, nait ainsi dès 1819.

### Dès 1832, Gordon Bennett veut une presse neutre, informée et bon marché
James Gordon Bennett débuta sous les auspices de la régence d’Albany, au New York Courier and Enquirer, partisan d’Andrew Jackson et Martin Van Buren. Ses velléités de réformes amenèrent des tiraillements. Il fonde dès 1832 le New York Globe, au prix d’abonnement réduit. Le 5 mai 1835, il lance le New York Herald avec un capital de 500 dollars. Cette fois, l’abonnement coûte 3 dollars par an, pour toucher le public le plus large possible. « Nous n’appartenons à aucun parti, nous ne sommes l’organe d’aucune faction ou coterie et nous ne soutiendrons aucun candidat, pas plus pour la présidence que pour le plus mince emploi. Notre but est de recueillir et de donner des faits exacts, des renseignements précis sur tout ce qui se passe. Notre journal s’adresse aux masses, au négociant comme à l’ouvrier, au banquier comme au commis », explique-t-il. L'idée d'une presse d'information bon marché sera mise en œuvre peu après en France par Émile de Girardin.
Les articles politiques sont remplacés par les documents officiels, les résultats d'élections expurgés de tout commentaire. C'est le premier journal américain à publier une cote des obligations et des actions, dès le 13 mai 1835, provoquant réclamations, menaces, et procès : pour les banquiers le New York Herald s'ingéraient dans leurs affaires privées. Le journal salue les progrès dans la navigation à vapeur et dénonce la lenteur du congrès fédéral à lui voter une subvention. L’arrivée d’Angleterre du vapeur Sirius lui permet de triompher. Un an après son premier numéro, il équilibre ses recettes et ses dépenses. Et fait des émules: le Public Ledger de Philadelphie naît en mars 1836, fondé par William Moseley Swain, Arunah S. Abell et Azariah H. Simmons, vendu à seulement un penny. Dès 1840, il tire à 15 000 exemplaires, alors que les journaux de Philadelphie totalisaient 8 000 exemplaires à sa naissance
Le général Houston, quittant New York pour envahir le Texas, invita James Gordon Bennett. « Qu’irais-je faire au Texas ? New York n’est même pas assez vaste pour moi. » répondit Benett. En 1838, il parcourt l’Angleterre, la France, l’Allemagne et l’Italie et y choisit des correspondants pour organiser un service de dépêches régulières. À son retour, il arme une flottille chargée d’accoster les paquebots pour intercepter les lettres et les journaux d’Europe. En 1840, il lance un Pony Express entre New York et Albany pour les messages du gouverneur, s'inspirant du Pony Express New York - Philadelphie de Gerard Hallock, qui amène depuis 1833 les dernières nouvelles du congrès, basé à Philadelphie. Il a été précédé six ans plus tôt par un autre quotidien "populiste", le The Pennsylvania Inquirer, par les imprimeurs John R. Walker et Jean-Norvell, venus du plus grand journal de Philadelphie, l'Aurora & Gazette, dont le tirage grimpera à 70 000 exemplaires lors de la guerre de Sécession grâce à une couverture objective.
James Gordon Bennett soutient en 1848 la création de l'Associated Press par six quotidiens new-yorkais, pour se procurer les nouvelles européennes avec un jour d'avance, dès l'arrivée des navires de la Cunard à Halifax, en Nouvelle-Écosse : ils se partagent les coûts du Pony express de Nouvelle-Écosse, reliant Halifax à Digby, de l'autre côté de la Nouvelle-Écosse, 250 kilomètres plus à l'ouest. De Digby, une goélette rapide traverse la petite baie de Fundy jusqu'à Saint-Jean au Nouveau-Brunswick, d'où les nouvelles importantes, repérées dans les journaux européens, sont télégraphiées à Wall Street.

### Exigence d'information lors de la guerre de Sécession
La guerre de Sécession déclarée, James Gordon Bennett organisa immédiatement un bureau spécial du sud où se dépouillaient les journaux, les dépêches, les lettres de ses correspondants dans les états confédérés, avec un budget d’un demi-million de dollars, pour établir une liste exacte des corps d’armée du sud, avec leurs forces en cavalerie, infanterie, artillerie, l’indication précise de leurs dépôts, les noms des commandants et officiers, tout en soulignant son opposition à la guerre.
Deux jours après la Première bataille de Bull Run, présentée comme indécise par la presse, le New York Herald annonça que les troupes fédérales avaient été battues. Il en donna la preuve par une liste complète et nominative des tués et des blessés. Assiégé par une foule inquiète, le ministère de la guerre dit qu’il ne comprenait pas comment le New York Herald avait pu donner ces informations. Accusé hautement de connivence avec l’ennemi et de publication de nouvelles fausses, James Gordon Bennett suscita la création d'une commission d’enquête, à qui il détailla le travail de son bureau spécial en fournissant les lettres, listes et dépêches de ses correspondants. Le ministre de la guerre constata officiellement ce résultat et lui écrivit pour le féliciter de ses efforts patriotiques, reconnaissant par la même occasion la liberté de la presse qu’aucune loi spéciale ne limitait.
Pour autant, Abraham Lincoln ordonne en 1864 la fermeture du Journal of Commerce de David Hale, pionnier de l'information économique mais jugé trop critique de la stratégie du Parti républicain, après avoir d'abord suspendu tous ses privilèges en matière de tarifs postaux, ce qui amènera le journal, après la guerre de Sécession, à fusionner avec le Daily Commercial Bulletin, fondé en 1865 par William Dodsworth, pour créer The Journal of Commerce and Commercial Bulletin. En novembre 1861, Abraham Lincoln créé pour les soldats le journal Stars and Stripes.
La New York Associated Press, dont le Journal of Commerce était cofondateur, a elle récupéré dès 1861 les commandes au Journal officiel de Washington, chargé de diffuser les avis officiels et les annonces. Les journaux du Midwest se disent déçus par l’insuffisance des nouvelles reçues du front. Ils soupçonnent la NYAP de favoriser ses membres fondateurs, les journaux new-yorkais et décident de créer leur propre association, la Western Associated Press (WAP), à Chicago, dont les agents à New York, veillent à ce que toutes les nouvelles soient bien transmises vers l'Ouest en pleine croissance démographique. La WAP enfonce dès 1869 un coin dans le Cartel des agences de presse, en passant un accord bilatéral avec l'Agence Continentale allemande. Du coup, cinq autres AP régionales apparaissent de 1877 à 1882, comme au Texas, en Californie et même à Montgomery, siège de la Southern Associated Press et de la confédération sudiste. La Richmond Associated Press regroupe de son côté 44 autres journaux du sud, fondée par John S. Trasher, fervent partisan de l'esclavage qui dirige l'association de la presse confédérée. Le public plébiscite les journaux qui tentent de couvrir objectivement le conflit, comme The Pennsylvania Inquirer, qui voit son tirage grimper à 70 000 exemplaires.

### Centaines de titres de la Conquête de l'Ouest
Lors des débuts de la Conquête de l'Ouest, l'un des premiers petits journaux créé sur la frontière sauvage est le Cherokee Phoenix, appelé aussi Cherokee Nation of Indians, publié de 1828 à 1834 par Elias Boudinot, membre d'une importante famille cherokee. Le titre est bilingue: 70 % d'articles en anglais, le reste en cherokee. Il combat la spéculation immobilière visant les terres des Cherokees, lors de la Piste des Larmes qui suit l'Indian Removal Act du président Andrew Jackson, organisant la déportation des Indiens du Tennessee et du Kentucky.
Dans la décennie suivante, la Conquête de l'Ouest remonte le Mississippi vers les grandes plaines, à la recherche de terres pour cultiver le coton puis le blé. L'Iowa, porte d'entrée des immigrants scandinaves vers le Minnesota et le Dakota, plébiscite le Decorah Posten entièrement en norvégien. Dans le Kansas, c'est Aristide Rodrigue, fils d'un célèbre réfugié français de Saint-Domingue qui fonde en 1854 la première ville, Lecompton, où naît le Kansas Weekly Herald. En face, se crée Lawrence (Kansas) et son Kansas Free State, hebdomadaire abolitionniste, qui donnera son nom à une bière populaire, lancé le 10 janvier 1855 par Robert Gaston Elliott et Josiah Miller, lors de la croisade du Kansas. Il fait face aussi au Squatter Sovereign, d'Atchison, le plus militant des journaux pro-esclavage. Le 21 juin 1856, c'est le scandale de Lawrence: des border ruffians détruisent les deux journaux abolitionnistes de Lawrence (Kansas), le Kansas Free State et le Herald of Freedom en jetant les caractères d'imprimerie dans la rivière Kansas, un épisode qui accélère le processus menant à la Guerre de Sécession. Dès 1858, le Territoire du Kansas compte pas moins de 22 journaux pour seulement 15 000 électeurs. Les esclavagistes veulent aussi faire entrer dans l'Union les quatre états d'Amérique centrale, convoités par le pirate William Walker, dont l'ex-journal, le New Orleans Crescent, combat le « fanatisme abolitionniste » du Nicaragua.
À l'extrémité du territoire du Kansas, la ruée vers l'or de Pikes Peak est précédée par la fondation du Rocky Mountain News à Denver, qui n'est même pas encore un village. Le 19 mai 1859, John Gregory est interviewé sur la 1re découverte importante d'or. En 24 heures, la population du site passe de 17 à 150 personnes. Le journal ne manque pas de faits divers : rien qu'en 1861, la police comptabilise 217 combats à mains nues, 97 au révolver, et 11 au couteau. Il dénonce ensuite la corruption organisée par Soapy Smith, escroc propriétaire du "Trivoli Club" et d'un "marché boursier des choses sûres" lui permettant de plumer les épargnants, qui blesse le rédacteur en chef John Arkins à coups de canne.
Sur la "Frontière sauvage", le Bismarck Tribune de Bismarck (Dakota du Nord), ville fondée par la compagnie des chemins de fer Northern Pacific, dans l'espoir d'attirer des immigrés allemands entre dans l'histoire. Son fondateur, l'ex-colonel Clement A. Lounsberry est accrédité par la New York Associated Press et le New York Herald pour suivre la ruée vers l'or dans les Black Hills, menée en 1876 par un autre colonel, son ami Custer. En 1876, les Sioux déclenchent la guerre des Black Hills. Sa femme tombe malade et il doit céder sa place auprès de Custer à Mark Kellogg, qui sera le premier correspondant Associated Press tué au travail, lors de la bataille de Little Bighorn. Le massacre est révélé par l'Helena Herald d'Andrew J. Fisk, un autre correspondant local de l'Associated Press, à Helena, petite ville 400 kilomètres plus à l'ouest, jusqu'à laquelle un survivant de la bataille a galopé. Par le télégraphe, James Gordon Bennett, le patron du New York Herald, demande alors à Andrew J. Fisk de foncer vers le champ de bataille pour ramener des détails.
L'un des journaux de la Conquête de l'Ouest, The Frontier Index, décide lui d'adopter un profil itinérant: il suit la construction du chemin de fer, s'installant de ville en ville pour être sûr de rester sur la "Frontière sauvage", près des nouvelles fraîches du télégraphe et du chantier sur lequel travaillent des milliers d'ouvriers. Parti de Fort Kearny, dans le Nebraska, où ses fondateurs ont récupéré des machines à imprimer abandonnées par des Mormons près de la Wood River, le journal suivra les rails de l’Union Pacific jusqu'à Yakima, dans l'État de Washington.
Plus à l'ouest encore, le journaliste Mark Twain s'est mêlé aux déçus de la ruée vers l'or en Californie, puis part à Carson City suivre la « fièvre de l’argent ». Il finit par accepter en août 1862 un poste au Territorial Enterprise, journal de Virginia City (Nevada), pour lequel il écrivait jusque-là occasionnellement des chroniques comiques. C'est l'époque des folles spéculations du Nevada sur les riches mines d'argent du Comstock Lode, cotées à la Bourse de San Francisco, qui inspire un roman de Jules Verne et sombre le 27 août 1875 dans un krach à la suite d'un article du New York Tribune sur le Comstock Lode. Dès le 8 janvier 1875, le San Francisco Bulletin évoquait la dépréciation de plusieurs mines. L'un des ex-mineurs devenus millionnaires, John William Mackay, s'associe en 1884 à James Gordon Bennett, qui a épousé la fille de Paul Julius Reuter, pour créer la Commercial Cable Company face au monopole de la Western Union. Un autre, George Hearst, fondateur de l'Ophir Mine, a pour fils le magnat des médias William Randolph Hearst.
À Butte (Montana), ce sont les futurs "rois du cuivre" qui s'affrontent : le Butte Miner fondé en 1876 puis racheté par William Andrews Clark, contre l'Anaconda Standard, créé en 1889 par son rival Marcus Daly en s'inspirant d'un éditorial d'Horace Greeley dans le New York Tribune. En 1922, les héritiers de Marcus Daly rachèteront à la famille Guggenheim la mine de Chuquicamata au Chili, la plus grande du monde.

### Enquêtes et rotatives, l'accélération de la fin du siècle
Les États-Unis comptaient en 1870 près de 6 000 titres, tous genres confondus, pour 20,8 millions d’abonnés, sur une population de 38,5 millions d’habitants. À la même époque, le reste du monde a 7 642 journaux et publications périodiques, à peine plus : l’Angleterre en dénombre 1 456, la France 1 700, la Prusse 809, l’Autriche 650, la Russie 337 et l’Italie 723.
Le recensement de 1880 fait ensuite état de 11 314 journaux différents aux États-Unis, un doublement en une décennie.
Dans le dernier quart du XIXe siècle, les journaux américains s'adaptent aux attentes du public pour attirer le plus de lecteurs possibles et réaliser des économies d'échelle. Grâce à l'invention de la presse rotative par l’américain William A. Bullock en 1865, le nombre d'exemplaires imprimés en une heure est plus que décuplé : il passe, à l'heure, d'une centaine de cahiers de huit pages à 8 000 journaux. Parallèlement, en amont des rotatives, en 1886 une seconde invention, la linotype d'Ottmar Mergenthaler, permet l'augmentation du nombre de pages d'un même journal sans freiner le processus de fabrication : il est désormais possible de composer entre 8 000 et 15 000 signes par heure alors que le nombre de signes était auparavant de 1 500 signes par heure. Pour alimenter ce contenu élargi, le journalisme d'enquête est mis en avant.
Dans les années 1880-1890, la presse périodique illustrée politique est dominée par deux titres : Puck et Judge.
Décrivant[Quand ?] la presse américaine, William Makepeace Thackeray, l'un des grands romanciers britanniques de l'époque victorienne, écrivait : « Voyez-la, elle ne se repose jamais, ses ambassadeurs parcourent le monde entier, ses messagers sillonnent toutes les routes, ses correspondants marchent à la suite des armées, ses courriers attendent dans l’antichambre des ministres ; elle est partout. Un de ses agens intrigue à Madrid, un autre relève la cote de la Bourse de Londres. La presse est reine. Gardienne des libertés publiques, son sort est lié au leur ; elles vivront ou périront ensemble. »

## XXesiècle

### Montée des agences de presse américaines
Les années 1900 voient la montée en puissance de l’Associated Press, la première agence de presse américaine, unifiée depuis 1892 et stimulée par la création d'une rivale l’United Press (association), porte-drapeau du nouvel Empire de presse Scripps-Howard. Toutes deux profitent de l'expansion démographique rapide. L’Associated Press se voit intimer en 1900 par la Justice américaine, via l’Arrêt Inter Ocean Publishing contre Associated Press, d’accepter tous les journaux américains qui souhaiteraient y adhérer. Sa stratégie est alors poussée vers la conquête de nouveaux adhérents, sans pourvoir arbitrer en faveur des uns ou des autres.
Entre 1901 et 1903, l’Associated Press réussit une brillante expansion internationale. Elle ouvre quatre bureaux en Europe, à Londres, Berlin, Rome, Paris alors qu'elle ne disposait jusque là que d'un correspondant à Londres. En 1910, l’AP a 800 journaux américains adhérents et un chiffre d’affaires de 2,7 millions de dollars. Le résultat de ce succès est de susciter la création en 1909 d'une troisième agence de presse américaine, l’International News Service par le groupe Hearst. L'arrivée de ces nouveaux acteurs américains obligera deux décennies plus tard les agences européennes et AP à mettre fin à leur partage du monde lors de l’Accord du 26 août 1927 sur l'information.

### Washington Postet le prestige du Watergate
Le Washington Post, fondé en 1877 par Stilson Hutchins (1838-1912) et vendu en 1889 au député démocrate de l'Ohio Beriah Wilkins, puis en 1905 à John Roll McLean, propriétaire du Cincinnati Enquirer, est confié en 1916 à un trust par son propriétaire. Mais son fils Edward « Ned » McLean parvient à s'y opposer par une décision de justice. Tombé en faillite, le journal est repris en 1933 par Eugene Meyer, membre de la Réserve fédérale, qui le transmet à son gendre Philip Graham, avant la fusion de 1954 avec le rival Washington Times-Herald. Entre-temps, ses colonnes accueillent la plus célèbre erreur de typographie, en écrivant que le président Woodrow Wilson est entré en sa future femme Mrs Galt (« had been entering Mrs. Galt ») en voulant dire qu'il l'a distraite (had been "entertaining"). Le Washington Post devient à nouveau célèbre en 1973 sous le règne d'une des premières femmes éditrices, Katharine Graham (1917-2001), quand les reporters Bob Woodward et Carl Bernstein révèlent le scandale du Watergate, entraînant la démission du président des États-Unis Richard Nixon, au terme d'un bras de fer avec les enquêteurs sur la restitution des bandes magnétiques des enregistrements prouvant qu'il a fait espionner le Parti démocrate (États-Unis) alors dans l'opposition. L'affaire a redonné un souffle au journalisme d'investigation, dont Bob Woodward et Carl Bernstein sont devenus les symboles.

### Groupes Hearst, Munsey et Scripps
Dans les années 1920 la presse se recentre autour de grands titres et de véritables empires se fondent : Scripps-Howard, Munsey, ou Hearst, dont les titres sont achetés par une famille américaine sur quatre. William Randolph Hearst avait pris la tête dès 1887 du San Francisco Examiner, reçu en paiement d'une dette de jeu et publié des révélations d'affaires de corruption, en recrutant des journalistes talentueux, puis concurrencé son ancien mentor, Joseph Pulitzer, propriétaire du New York World. Au milieu des années 1920, la famille possède sa propre agence de presse, l'International News Service et des journaux dans toutes les régions des États-Unis: Chicago Examiner, Boston American, Cosmopolitan, et Harper's Bazaar.
Franck Munsey, un opérateur de télégraphe d'Augusta, Maine s'est installé en 1882, à 28 ans, à New York et publie le magazine, "Golden Argosy", associé à un courtier en Bourse. Il abaisse fortement le prix de son magazine en 1893, ce qui lui permet de porter le tirage de 40 000 à 500 000 copies par semaine. En 1901, il acquiert le Washington Times puis progressivement 16 autres journaux, parmi lesquels New York Herald Tribune, acheté en 1920 avec l'International Herald Tribune. Il sera l'un des soutiens du président Theodore Roosevelt.
L'Empire de presse Scripps-Howard repose lui depuis 1873 sur The Detroit News, son navire-amiral, et vivra d'abord cinq scissions, en 1889, 1900, 1908, 1929 et 1963, puis quatre autres cessions, en 1976, 1982, 1985 et 1988. Le plus brillant des petits-fils du fondateur James Edmund Scripps (1835 – 1906), un ancien du Chicago Tribune, est amené à partager en 1922 son héritage avec Roy W. Howard, un cadre du groupe, le premier journaliste à publier la nouvelle de l'Armistice de 1918, quatre jours avant qu'il ne soit annoncé officiellement. Son demi-frère Edward Willis Scripps (1854 – 1926) créé en 1889 la "Ligue Scripps-MacRae" avec Milton A. McRae et cherche faire baisser les coûts de production de la pâte à papier, en recyclant la fibre des tiges de toute plante, méthode développée par l'immigrant allemand George Schlichten. Sa sœur Ellen Browning Scripps (1836–1936) a contribué fortement à donner aux titres une approche respectueuse du lecteur, sur la forme comme sur le fond. Dès 1882, James Edmund Scripps a participé avec quatre autres quotidiens à la création de la « United Press (association) », une agence de presse qui concurrence la New York Associated Press.
En juin 1919 arrive sur le marché un nouveau quotidien de New York, l'Illustrated Daily News, appelé Daily News, riche en photos, qui tire très vite à plus d'un demi-million d'exemplaires avant de dépasser le million en 1930. Hearst suit en lançant le New York Daily Mirror. Les recettes d'un journal proviennent pour 64 % de la publicité en 1927 contre la moitié en 1909.

### Ascension duNew York Times
C'est aussi la période faste pour le New York Times. Fondé en 1851 par George Jones et Henry Jarvis Raymond, l'un des futurs directeurs de l'Associated Press, il gagne le premier de ses 98 prix Pulitzer lors de la Première Guerre mondiale, en 1918. En 1919, il accomplit sa première livraison transatlantique, à Londres puis lance en 1942 la station de radio de musique classique WQXR, l'une des plus grandes et prestigieuses de la région new-yorkaise. L'indépendance du quotidien est garantie par le Trust familial Ochs-Sulzberger, créé pour les héritiers d'Adolph Simon Ochs (1858– 1935). En première ligne lors du Maccarthysme, le New York Times  doit invoquer le Cinquième amendement de la Constitution des États-Unis. Soutien traditionnel du Parti démocrate lors des présidentielles américaines de 1988 à 2008), il appuie aussi le républicain progressiste Michael Bloomberg à New York.